# Open bebouwing in Amsterdam
Open bebouwing is een wijze van stedenbouw met groen rondom, die in tegenstelling staat tot gesloten bebouwing in bouwblokken met straten rondom.
Tot in de jaren dertig van de 20e eeuw was het gebruikelijk dat de huizen in gesloten bouwblokken werden gebouwd. Daarbinnen was een gesloten binnenterrein dat niet of beperkt toegankelijk was vanaf de straat. Omdat de huizen veelal dicht op elkaar stonden kregen veel woningen, vooral op de begane grond en op de hoeken van een blok, nauwelijks zonlicht, zeker in het winterseizoen. Voor de hoekwoningen werden oplossingen gezocht, maar deze waren meestal weinig bevredigend.
Aan de hand van de ontwikkeling van een aantal nieuwbouwwijken in Amsterdam wordt hieronder de ontwikkeling van de open bebouwing geschetst.

## Cornelis van Eesteren en Jakoba Mulder
Met name de Amsterdamse stedebouwkundigen Cornelis van Eesteren en Ko Mulder, die aan de wieg stonden van het Algemeen Uitbreidingsplan uit 1934, hebben belangrijk bijgedragen aan de totstandkoming van de open bebouwingswijze.
Vanaf de jaren dertig werd geëxperimenteerd met andere verkavelingsvormen. Zo werden bij een langwerpig blok de korte zijden open gelaten of met lage bebouwing ingevuld. De eerste bebouwing die op deze wijze werd gerealiseerd stond in de wijk Landlust en werd gebouwd in de jaren 1937-'38. Omstreeks dezelfde tijd werden ook in de zuidelijke rand van de Rivierenbuurt langs de Rivierenlaan (thans President Kennedylaan) woningen in strokenbouw gebouwd.
In de jaren veertig werd in Bos en Lommer verder geëxperimenteerd met strokenbouw, waarbij gevarieerd werd met de gevelafstanden en de afwisseling van bebouwing en groenstroken. Hierbij ontstond een conflict tussen het creëren van voldoende ruimte tussen de woningen en de hogere grondkosten. In deze wijken werd vrijwel uitsluitend in vier woonlagen met portieken gebouwd. Op enkele plaatsen verrezen lage, kleine woningen bestemd voor bejaarden. Voorbeelden hiervan zijn de Piggelmeewoningen nabij de Wiltzanghlaan en Leeuwendalersweg.
In een van de eerste naoorlogse nieuwbouwwijken, tuindorp Frankendaal in de Watergraafsmeer, werd mede op initiatief van Jakoba Mulder voor het eerst de hovenstructuur toegepast, waarbij twee L-vormige laagbouwblokken van twee bouwlagen tegenover elkaar werden geplaatst met daartussen een semi-besloten hof, voor gemeenschappelijk gebruik. Ook in de nabijgelegen wijk Middenmeer werd in de tweede helft van de jaren vijftig gebouwd volgens de open bebouwingswijze.

## Westelijke Tuinsteden
In de eerste gebouwde Westelijke Tuinstad, Slotermeer werd in de jaren vijftig verder gevarieerd met deze hovenstructuur, afgewisseld met strokenbouw. Dit was volgens een in 1952 herzien stedenbouwkundig plan: Het eerste ontwerp voor Slotermeer uit 1939 ging nog volledig uit van strokenverkaveling. Ook werd er in Slotermeer consequent afwisselend in laag- en middelhooghouw gebouwd, wat een veel afwisselender stadsbeeld opleverde. Ook werd er met scheef geplaatste blokken afwisseling gerealiseerd, waarbij afwisselend een groene hof en een (speel- en parkeerstraat) werd aangelegd. Dit vinden we onder andere bij de Airey-woningen langs de Burgemeester De Vlugtlaan.
In Slotermeer werd ook voor het eerst op grotere schaal in het groen vrijstaande hoogbouw tot acht en later dertien etages toegepast met galerijen. Deze manier van bouwen was geïnspireerd op de ideeën van de Franse architect Le Corbusier. Dit werd ook mogelijk omdat de funderings- en bouwtechniek, alsmede de lifttechniek voldoende ontwikkeld waren om dit op economische wijze te kunnen toepassen.
In de wijken Geuzenveld en Slotervaart die in grotendeels de tweede helft van de jaren vijftig werden gebouwd, werd nog meer in hovenbouw gebouwd. Ook kwamen we bijzondere variaties op strokenbouw, zoals bij het Sloterhof. Ook werd hier voor het eerst in de Westelijke Tuinsteden een vrijstaande torenflat gebouwd en ook kwamen er maisonnettewoningen over een tochtsloot heen.
In de vanaf 1958 gebouwde tuinsteden Overtoomse Veld en Osdorp werd hier nog verder op voort geborduurd. Vooral in Osdorp werd in de jaren zestig ook de schaalgrootte van de hovenstructuur groter. Bij het Dijkgraafplein werd een bijzondere verkaveling met hoogbouw met galerijen toegepast.
Vanaf de jaren zestig kwamen er meer hoogbouwwoningen, zowel in galerijenbouw, als in torengebouwen, bijvoorbeeld in Torenwijck aan de Sloterplas en langs de Nachtwachtlaan en Staalmeesterslaan langs het Rembrandtpark.

## Buitenveldert
In de tussen 1958 en de jaren zeventig gebouwde Zuidelijke Tuinstad Buitenveldert werd nog verder geëxperimenteerd. Bovendien was deze Tuinstad in vergelijking tot de Westelijke Tuinsteden royaler opgezet, onder andere doordat deze wijk overwegend voor een meer welgesteld publiek was bestemd en er twintig jaar na de oorlog meer middelen beschikbaar waren om een nog royaler van groen voorziene wijk te realiseren.

## Amsterdam-Noord
In de jaren zestig en zeventig kwamen ook in Amsterdam-Noord grote nieuwbouwwijken in open bebouwing tot stand. Naast de al ten zuiden van het IJ toegepaste verkavelingen werden in Noord nog enkele nieuwe opvallende buurten gerealiseerd, waarvan het Plan van Gool, aan het Breed in de Buikslotermeer, en Molenwijk de beste voorbeelden zijn. Bij het Breed werden voor het eerst overdekte binnenstraten toegepast en werden de hoven afwisselend als groene ruimte en als parkeervelden ingericht, dit ook ten behoeve van het in die jaren sterk groeiende autobezit. In Molenwijk werden de hoogbouwflats volgens een 'molenwiekenpatroon' gebouwd, met daartussen overdekte parkeergarages.

## Bijlmermeer
Dit vormde de opmaat van het eindpunt van de ontwikkeling naar schaalvergroting, zowel wat betreft de omvang van de woongebouwen, de groene open ruimte daartussen en de toepassing van overdekte parkeergarages en verschillende niveaus voor auto- en langzaam verkeer. De Bijlmermeer in Amsterdam-Zuidoost, waar de eerste woningen in 1968 werden opgeleverd, werd toen beschouwd als het hoogtepunt van de stedenbouwkundige ontwikkeling, maar zou uiteindelijk een keerpunt blijken te zijn.

## Keerpunt in de ontwikkeling
Vanaf de tweede helft van de jaren zeventig werd hier langzamerhand van teruggekomen. In de wijken Holendrecht, Reigersbos en Gein in Gaasperdam werd de schaalgrootte een stuk kleiner.
Vanaf de jaren tachtig werden de woningen, mede door de stijgende bouw- en grondprijzen, ook weer dichter op elkaar gebouwd. In de tussen 1988 en 1995 gebouwde wijk Nieuw Sloten werd een veel compactere, voornamelijk laagbouwwijk, gebouwd, dan in de een kwart eeuw eerder gebouwde naastliggende Tuinsteden Slotervaart en Osdorp.
Ook de in de jaren negentig gebouwde wijken Nieuw Sloten, Oostoever Sloterplas en De Aker waren veel compacter, maar waren gedeeltelijk nog wel als wijken in open bebouwing te herkennen.

## Weer gesloten blokken
Nadat in de jaren tachtig de wijk Venserpolder in Zuidoost als eerste weer gesloten bouwblokken kende, werd er weer meer met gesloten bouwblokken gebouwd. De zestig jaar eerder geldende bezwaren tegen de zonloze hoeken en de dicht op elkaar staande woningen golden blijkbaar niet meer. In het Oostelijk Havengebied in de jaren negentig, en vanaf 2002 in IJburg, werden weer op grote schaal gesloten bouwblokken gerealiseerd. Ook vond verdere schaalvergroting plaats in de woningbouw aan de zuidelijke IJ-oevers, die nergens meer doen denken aan de eerdere open bebouwingswijze, die dus uiteindelijk zo'n zestig jaar de stedenbouw in Amsterdam heeft bepaald.